# Walter Coles
Walter Coles (* 8. Dezember 1790 in Coles Ferry, Halifax County, Virginia; † 9. November 1857 bei Chatham, Virginia) war ein US-amerikanischer Politiker. Zwischen 1835 und 1845 vertrat er den Bundesstaat Virginia im US-Repräsentantenhaus.

## Leben
Walter Coles war der Sohn des Kongressabgeordneten Isaac Coles (1747–1813). Bereits im Jahr 1798 zog er mit seinen Eltern in das Pittsylvania County. Später besuchte er das Hampden-Sydney College im Prince Edward County. Danach studierte er am Washington College, der späteren Washington and Lee University in Lexington. Coles nahm als Leutnant und dann als Hauptmann am Britisch-Amerikanischen Krieg von 1812 teil. Danach betätigte er sich in der Landwirtschaft. Zeitweise fungierte er auch als Friedensrichter. Gleichzeitig schlug er eine politische Laufbahn ein. In den Jahren 1817 und 1818 saß er im Abgeordnetenhaus von Virginia. In den 1820er Jahren schloss er sich der Bewegung um den späteren US-Präsidenten Andrew Jackson an und wurde Mitglied der von diesem 1828 gegründeten Demokratischen Partei. In den Jahren 1833 und 1834 war er erneut Abgeordneter im Staatsparlament von Virginia.
Bei den Kongresswahlen des Jahres 1834 wurde Coles im vierten Wahlbezirk von Virginia in das US-Repräsentantenhaus in Washington, D.C. gewählt, wo er am 4. März 1835 die Nachfolge von James Gholson antrat. Nach vier Wiederwahlen konnte er bis zum 3. März 1845 fünf Legislaturperioden im Kongress absolvieren. Dabei wechselte er mehrfach seinen Distrikt. Bereits seit dem Amtsantritt von Präsident Jackson im Jahr 1829 wurde innerhalb und außerhalb des Kongresses heftig über dessen Politik diskutiert. Dabei ging es um die umstrittene Durchsetzung des Indian Removal Act, den Konflikt mit dem Staat South Carolina, der in der Nullifikationskrise gipfelte, und die Bankenpolitik des Präsidenten. Die Zeit ab 1841 war von den Spannungen zwischen Präsident John Tyler und den Whigs geprägt. Außerdem wurde damals bereits über eine mögliche Annexion der seit 1836 von Mexiko unabhängigen Republik Texas diskutiert.
Im Jahr 1844 verzichtete Walter Coles auf eine weitere Kandidatur. Nach dem Ende seiner Zeit im US-Repräsentantenhaus arbeitete er wieder in der Landwirtschaft. Er starb am 9. November 1857 auf seinem Anwesen Coles Hill nahe Chatham, wo er auch beigesetzt wurde.